# Келльнер, Дьюла
Дью́ла Ке́лльнер (венг. Kellner Gyula; 11 апреля 1871, Будапешт — 28 июля 1940, Сольнок) — венгерский легкоатлет, бронзовый призёр летних Олимпийских игр 1896 года в марафоне.
Келльнер участвовал в марафонской гонке 10 апреля (накануне своего дня рождения), будучи одним из немногих иностранных бегунов. Он пришёл к финишу четвёртым, однако выяснилось, что опередивший его грек Спиридон Белокас пользовался транспортом во время гонки, и он был дисквалифицирован. Келльнер занял третье место и получил бронзовую медаль.